# Atelier Gyllene Snittet
Atelier Gyllene Snittet Postorder AB, förkortat AGS, är ett postorderföretag som säljer damkläder. Sätet ligger i Münchberg i Tyskland, där företaget är känt som ”Atelier Goldner Schnitt“. AGS har cirka 700 anställda och finns i nio länder. Företaget har specialiserat sig på mode med bra passform.

## Historia
Företaget grundades av Christian och Heinrich Wirth i Münchberg, Tyskland, år 1926. De byggde upp verksamheten från en liten sybehörsaffär som deras mor drev på 1920-talet. Efter Heinrich Wirths död 1975 tog sonen Klaus Wirth över ledningen för AGS och fortsatte att expandera: Det första dotterbolaget grundades redan 1972 i Oerlingen, Schweiz. Därefter följde Österrike (1978), Nederländerna (1987), Frankrike (1991), Belgien (1993), Finland (1998), Sverige (2003) och Norge 2004. År 2006 drog sig Klaus Wirth tillbaka som operativ chef och Joachim Groschopp tog över. Sedan augusti 2013 leds AGS av Gerald J. Corbae.